# John Burn
John Southerden Burn, född 25 juni 1884 i Richmond, London, död 28 augusti 1958 i Bognor Regis, var en brittisk roddare.
Burn blev olympisk bronsmedaljör i åtta med styrman vid sommarspelen 1908 i London.